# Гониолимон злаколистный
Гониоли́мон злаколи́стный, или Углосте́бельник злаколистный (лат. Goniolīmon graminifōlium) — многолетнее травянистое растение, вид рода Гониолимон (Goniolimon) семейства Свинчатковые (Plumbaginaceae). Включён в Красную книгу Украины.

## Ареал и среда обитания
Причерноморский вид. Произрастает на территории России и Украины.
Как правило, растёт в каменистых степях, на обнажениях опок, по слабо задернованным песчаным склонам балок.

Гониолимон злаколистный на террасе Азовского моря

## Описание
Многолетнее стержнекорневое травянистое растение. Высота от 20 до 30 см, образуют раскидистое общее соцветие.
Стебель прямостоячий, в верхней части щитковидно-ветвистый, с трёхгранными узкокрылатыми веточками. Стеблевые листья чешуевидные, прикорневые длиной до 15 см, обратнояйцевидно-ланцетные, суженные в черешок, по краю волнистые, на конце с остроконечием.
Цветки относительно мелкие, обоеполые, пятичленные, располагаются одиночно или по два. Венчик бело-розовый или же розово-фиолетовый, с пятью продолговатыми, сросшимися у основания лепестками. Чашечка трубчатая, сростнолепестная, на вершине пятизубчатая.
Плод опадает вместе с чашечкой, которая к моменту его созревания становится перепончатой.
Цветение в июне. Размножение исключительно семенное. Образует обусловленную для степных растений жизненную форму «перекати-поле».

## Охрана
Включен в Красную книгу Украины, а также в Красную книгу Волгоградской области.